# Luis Brouwer de Koning
Luis Alberto Brouwer de Koning (Villa Ascasubi, Provincia de Córdoba) es un político argentino perteneciente a la Unión Cívica Radical que fue intendente municipal de dos ciudades diferentes en la Provincia de Córdoba: Villa Ascasubi y Río Tercero. Es padre de Gabriela Brouwer de Koning e hijo de Julio Brouwer de Koning.

## Trayectoria
Es un político radical, hijo de Julio Brouwer de Koning quien fue Senador Provincial (1946-1947,1952-1955), Diputado Provincial (1949-1952) e interventor de la provincia de Misiones (1958-1959) y luego diputado nacional por Córdoba (1960-1962). Se afilio a la Unión Cívica Radical desde joven.[cita requerida]
En 1991 es electo como intendente de su ciudad natal la cual gobernó por solo una periodo (1991-1995) ya que se mudó a la ciudad de Rio Tercero, en 1995 es electo diputado provincial por cuatro años (1995-1999) y en 1999 es electo senador provincial por el departamento Tercero Arriba (banca que su padre ocupo en varias oportunidades). En 2003 vence al candidato justicialista, Carlos Rojo y es electo intendente de su ciudad logrando 8.435 contra 5.161 del Movimiento de Integracion Vecinal y 4.803 del Justicialismo además fue  reelecto en 2007 para gobernar hasta 2011 logrando 11.000 votos contra 7.100 del Justicialismo.

### Legislador Provincial
En 2011 es electo Legislador Provincial para el periodo 2011-2015 y fue elegido por sus compañeros de banca como presidente del bloque radical, el candidato a gobernador fue Oscar Aguad.

### Concejal de Río Tercero y candidato a Diputado Nacional 2019
En 2015 había sido precandidato a intendente en la interna logrando 24,5% (3673 votos) superando al Sabattinista, Marcelo Prado 20,5% (3061 votos) pero perdiendo contra Martino que logro el 55,0%(8210 votos) finalmente es electo Concejal de Rio Tercero. En las elecciones PASO legislativas de Juntos por el Cambio de 2019 estuvo en el tercer puesto en la lista encabezada por Miguel Nicolás lista que salió última debajo de la lista encabezada por Mario Negri y Javier Fabre de la Línea Córdoba.
Es padre de la diputada nacional (2021-actualidad), Gabriela Brouwer de Koning quien también fue concejal de Río Tercero (2011-2015) y presidenta del Concejo Deliberante (2019-2021).